# Taher Benkhelifa
Taher Benkhelifa (en arabe : طاهر بن خليفة), né le 10 juin 1994 à Djelfa, est un footballeur algérien, évoluant au poste de milieu défensif.

## Biographie

### Été 2018, Transfert à la JS Kabylie
Juste après son engagement avec le club, il gagne rapidement la confiance du coach Franck Dumas, entraîneur en chef de la JS Kabylie, Taher Benkhelifa deviens l'homme des trois poumons du milieu de terrain de la JSK, à l'achèvement de la phase aller, il participe dans l'intégralité des rencontres (15 matchs sur 15 matchs) avec un temps de jeux plein (1350 minutes).
Benkhelifa porte le brassard de capitaine deux fois à l'issue de l'absence de Nabil Saâdou, la première face à DRB Tadjenanet à l'occasion de la 10e journée et CA Bordj Bou Arreridj à l'occasion de la 15e journée du championnat algérien Ligue 1.

## Palmarès
- Vice-champion d'Algérie en 2019 avec la JS Kabylie.
- Accession en Ligue 1 en 2017 avec le Paradou AC.
- champion caf en 2023 avec l’usm alger